# Азербайджано-саудовские отношения
Саудовско-азербайджанские отношения — двусторонние отношения в дипломатической, культурной, экономической и иных сферах.
Обе страны являются членами ООН, Организации исламского сотрудничества.

## Дипломатические отношения
Королевство Саудовская Аравия было одной из первых стран, признавших независимость Азербайджана 30 декабря 1991 года.
Дипломатические отношения между Азербайджаном и Саудовской Аравией впервые установлены 24 февраля 1992 года.
Посольство Азербайджан в Эр-Рияде действует с апреля 1994 года.
Посольство Саудовской Аравии в Баку функционирует с июня 1999 года.
В парламенте Азербайджана действует двусторонняя рабочая группа по отношениям с Саудовской Аравией. Руководителем группы является Фатма Йылдырым.
В Меджлисе аш-Шура действует комитет дружбы между Азербайджаном и Саудовской Аравией. Руководителем комитета является Файез бин Абдулла Аль-Шахри.
Официальный визит Президента Азербайджана Гейдара Алиева в Саудовскую Аравию, состоявшийся в 1994 году, послужил началом установления двусторонних отношений. В рамках визита было заключено Генеральное соглашение по вопросам экономики, торговли, инвестиций, технологий и культуры.
20-21 мая 2017 года президент Азербайджана Ильхам Алиев посетил Эр-Рияд с целью участия в в арабо-исламско-американском саммите.
15 марта 2019 года Ильхам Алиев принял участвовавшего в VII Глобальном Бакинском форуме председателя центра исламских исследований принца Фейсала Аль Сауда.
4 мая 2020 года министр иностранных дел Саудовской Аравии Фейсал ибн Фархан Аль Сауд принял участие в высшей встрече стран-участников Движения неприсоединения в формате видеоконференции, посвящённое борьбе с COVID-19, организованной Азербайджаном как председателем движения.

## Договорно-правовая база
Договорно-правовая база между Азербайджаном и Саудовской Аравией насчитывает 22 документа, в том числе:
- Генеральное соглашение по вопросам экономики, торговли, инвестиций, технологий и культуры (1994)
- Меморандум о сотрудничестве в областях финансового аудита и контроля между Счетной палатой Азербайджана и Генеральным бюро аудита Саудовской Аравии (6 мая 2022)[8]

## Экономическое сотрудничество
25 апреля 2000 года между Азербайджаном и Саудовской Аравией была создана совместная межправительственная комиссия по сотрудничеству в области экономики, торговли, инвестиций, техники, культуры, молодёжи и спорта.
В обеих странах регулярно проводятся бизнес-форумы. Второй бизнес-форум состоялся 15 мая 2015 года в Центре Гейдара Алиева при финансовой поддержке Министерства экономики и промышленности и Азербайджанского фонда поощрения экспорта и инвестиций. Форум объединил свыше 300 бизнесменов из обеих стран. Обсуждены вопросы сельского хозяйства, промышленности, строительства, финансов, ИКТ, логистики, туризма, консалтинга, нефтехимии и здравоохранения.
В соответствии со статьей VII Общего соглашения о сотрудничестве в области экономики, торговли, инвестиций, техники, культуры, спорта и молодежи между правительством Азербайджанской Республики и правительством Королевства Саудовская Аравия 10 июля 1994 года в Джидде состоялось несколько заседаний Совместной комиссии по сотрудничеству между Азербайджаном и Саудовской Аравией (второе заседание 14-15 февраля 2004 года (Эр-Рияд) и пятое заседание 3 марта 2019 года Баку)).
Между Азербайджаном и Саудовской Аравией подписано 14 соглашений о дальнейшем развитии экономических отношений. Предполагается подписание 8 новых соглашений в политической, экономической и культурной сферах.
В Азербайджане действуют четыре компании из Саудовской Аравии.
В 2015 году был начат проект в области энергетики между Государственной нефтяной компанией Азербайджанской Республики и компанией «Soroof International».
Компании Саудовской Аравии инвестировали в Азербайджан 370 миллионов долларов США. Около 26 компаний Саудовской Аравии осуществляют транзакции между двумя странами. Саудовский фонд развития активно участвовал в строительстве местной инфраструктуры, включая дороги, школы, строительство систем водоснабжения и канализации.
13 января 2022 года компанией ACWA Power начато строительство Хызы-Абшеронской ветряной электростанции.
Приоритетными для Саудовской Аравии являются инвестиции в энергетический сектор Азербайджана, сельское хозяйство, туризм, транспорт.
ACWA Power совместно с Агентством водных ресурсов Азербайджана осуществляет проект по опреснению морской воды Каспийского моря. Планируется строительство завода по опреснению.

### Товарооборот (тыс. долл)
| Год  | Экспорт Азербайджана | Импорт Азербайджана | Сумма товарооборота |
| ---- | -------------------- | ------------------- | ------------------- |
| 2020 | 1 789,35             | 11 707,82           | 13 497,17           |
| 2021 | 12 467,69            | 14 546,48           | 27 014,17           |
| 2022 | 3 257,54             | 19 680,86           | 22 938,4            |
| 2023 | 4 902,52             | 25 931,37           | 30 833,89           |
| 2024 | 2 803,24             | 23 860,25           | 26 663,49           |

Экспорт Азербайджана: керосиновое топливо для реактивных двигателей, газойль, мебель.
Экспорт Саудовской Аравии: полиэтилен, препараты на основе карбоната кальция, азота, диоксида титана.

## В области культуры
Ежегодно религиозные люди Азербайджана посещают святые места, расположенные в Саудовской Аравии, присутствуя при этом на церемонии паломничества (хадж).
10-17 ноября 2007 года в Эр-Рияде, Джидде и Даммаме были проведены дни культуры Азербайджана.
Дни культуры Саудовской Аравии прошли в Баку 17-21 июня 2008 года.

## Гуманитарное сотрудничество
Саудовская Аравия оказывала гуманитарную помощь Азербайджану в 1994—1999 годах с целью преодоления кризиса от наплыва беженцев в результате Нагорно-Карабахского конфликта. Программой руководил король Фахд, целью которого было оказание помощи беженцам и вынужденным переселенцам, а также предоставление им предметов первой необходимости: продуктов питания, лекарств. В рамках программы в 1999 году в Саудовской Аравии прошли курс лечения инвалиды конфликта в Нагорном Карабахе.
В 2002 году Саудовский фонд развития предоставил правительству Азербайджана кредит в размере 35,7 миллиона риалов для строительства средних школ в городе Баку. Кроме того, в 2005 году правительство Саудовской Аравии пожертвовало азербайджанской стороне приблизительно 50 тысяч долларов для разминирования и восстановления освобожденных частей страны.

## Военно-техническое сотрудничество
В апреле 2019 года осуществлён официальный визит замминистра обороны Азербайджана Наджмеддина Садыкова в Эр-Рияд. В ходе переговоров с руководителем Генерального штаба Bооружённых сил Саудовской Аравии Фaйядом бен Хамедом Аль Ровaили заключено Соглашение о сотрудничестве в военной области между правительством Азербайджанской Республики и правительством Королевства Саудовская Аравия.

## Сотрудничество в иных сферах
Начиная с 2016 года упрощена процедура получения виз для граждан Саудовской Аравии.
Число туристов из Саудовской Аравии в Азербайджане
| 2016  | 2017   | 2018   | 2024   |
| ----- | ------ | ------ | ------ |
| 7 500 | 33 300 | 73 000 | 98 113 |

В июне 2008 года стороны подписали Межправительственный договор о сотрудничестве в судебной сфере и в области юстиции по гражданским и торговым делам.